# Heinrich Rottenberger
Heinrich Rottenberger (* 14. Dezember 1899 in Merkendorf, Mittelfranken; † 22. März 1956 in Blindham-Nicklgut) war ein deutscher Politiker (SPD). Er war von 1954 bis 1956 Mitglied des Bayerischen Landtages.

## Leben
Rottenberger besuchte von 1906 bis 1913 die Volksschule und drei Jahre die Sonntagsschule. Er war bis zu seinem 24. Lebensjahr auf dem elterlichen Anwesen in der Landwirtschaft tätig. Danach arbeitete er bis 1928 auf fremder Stelle als landwirtschaftlicher Arbeiter. Über die Bayerische Bauernsiedlung München erwarb er im Juli 1929 in Blindham-Nicklgut ein Restsiedlungsanwesen mit 40 Tagwerk Grundbesitz. Im Jahr 1945 musste er noch zur Wehrmacht und geriet dort vom 1. April 1945 bis zum 31. März 1946 in amerikanische Kriegsgefangenschaft.
Er war seit 1948 Mitglied des Gemeinderates Söldenau, des Kreistages im Landkreis Vilshofen, des Kreisausschusses Vilshofen und seit 1952 Erster Bürgermeister der Gemeinde Söldenau.
Rottenberger war vom 13. Dezember 1954 bis zu seinem Tode am 22. März 1956 für den Wahlkreis Niederbayern Mitglied des Bayerischen Landtages sowie der dortigen SPD-Fraktion. Es rückte für ihn der Abgeordnete Josef Laumer (SPD) nach. Rottenberger war im Landtag des Weiteren Mitglied des Ausschusses für Ernährung und Landwirtschaft sowie Mitglied des Beirates des Milchwirtschaftsverbandes Bayern.